# Kane, Illinois
Kane là một làng thuộc quận Greene, tiểu bang Illinois, Hoa Kỳ. Năm 2010, dân số của làng này là 438 người.

## Dân số
Dân số qua các năm:
- Năm 2000: 459 người.
- Năm 2010: 438 người.